# 田中誠太郎
田中 誠太郎 (たなか せいたろう、2003年1月7日 - ) は、山口県出身のプロサッカー選手。Jリーグ・テゲバジャーロ宮崎所属。ポジションはDF。

## 略歴
セイザンFCでサッカーを始める。中学から高川学園高等学校・中学校へ進学。高校時代には第74回国民体育大会山口県少年選抜に選ばれ、山口県選抜の49年振りの4強進出・初の3位に貢献。また、2・3年次には全国高等学校サッカー選手権大会にも出場。卒業後は立正大学へ進学。
2024年2月23日、2025シーズンからのテゲバジャーロ宮崎への加入内定と2024シーズンの特別指定選手に認定された事が発表された。8月24日、J3リーグ第25節・いわてグルージャ盛岡戦でJリーグデビュー。同試合で初ゴールを挙げた。
2025年より正式加入。

## 所属クラブ
- セイザンFC
- 2015年 - 2017年 高川学園中学校
- 2018年 - 2020年 高川学園高等学校
- 2021年 - 2024年 立正大学
  - 2024年  テゲバジャーロ宮崎（特別指定選手）
- 2025年 -  テゲバジャーロ宮崎

## 個人成績
| 国内大会個人成績 | 国内大会個人成績 | 国内大会個人成績 | 国内大会個人成績 | 国内大会個人成績 | 国内大会個人成績 | 国内大会個人成績 | 国内大会個人成績 | 国内大会個人成績 | 国内大会個人成績 | 国内大会個人成績 | 国内大会個人成績 |
| 年度             | クラブ           | 背番号           | リーグ           | リーグ戦         | リーグ戦         | リーグ杯         | リーグ杯         | オープン杯       | オープン杯       | 期間通算         | 期間通算         |
| 年度             | クラブ           | 背番号           | リーグ           | 出場             | 得点             | 出場             | 得点             | 出場             | 得点             | 出場             | 得点             |
| 日本             | 日本             | 日本             | 日本             | リーグ戦         | リーグ戦         | リーグ杯         | リーグ杯         | 天皇杯           | 天皇杯           | 期間通算         | 期間通算         |
| ---------------- | ---------------- | ---------------- | ---------------- | ---------------- | ---------------- | ---------------- | ---------------- | ---------------- | ---------------- | ---------------- | ---------------- |
| 2024             | 宮崎             | 45               | J3               | 4                | 1                | 0                | 0                | -                | -                | 4                | 1                |
| 2025             | 宮崎             | 45               | J3               |                  |                  |                  |                  |                  |                  |                  |                  |
| 通算             | 日本             | 日本             | J3               | 4                | 1                | 0                | 0                | -                | -                | 4                | 1                |
| 総通算           | 総通算           | 総通算           | 総通算           | 4                | 1                | 0                | 0                | 0                | 0                | 4                | 1                |

- 2024年は特別指定選手

出場歴
- Jリーグ初出場 - 2024年8月24日 J3第25節 いわてグルージャ盛岡戦(いちご)
- Jリーグ初ゴール - 同上

## プレースタイル
本職はCBであるが、左右のSBとしてもプレー可能である。その為先述のデビュー戦では、チーム事情により左SBでのスタメン出場となった。

## 選抜暦
- 2019年 国体山口県少年選抜